# 파란 그림
《파란 그림》은 크랜필드가 2015년 2월26일에 발매한 EP 앨범이다. '파랑색'을 주제로 한 컨셉을 구상한 밴드는 약 3개월간의 곡작업과 녹음작업을 거쳐 5곡을 선별했다.

## 수록곡
전체 작사·작곡: 이성혁
| #            | 제목         | 재생 시간 |
| ------------ | ------------ | --------- |
| 1.           | 〈파이로〉   | 3:23      |
| 2.           | 〈파랗네〉   | 3:31      |
| 3.           | 〈코발트〉   | 3:23      |
| 4.           | 〈표류기〉   | 2:10      |
| 5.           | 〈파랑새〉   | 4:01      |
| 총 재생 시간 | 총 재생 시간 | 16:25     |